# Gã-Mamudo

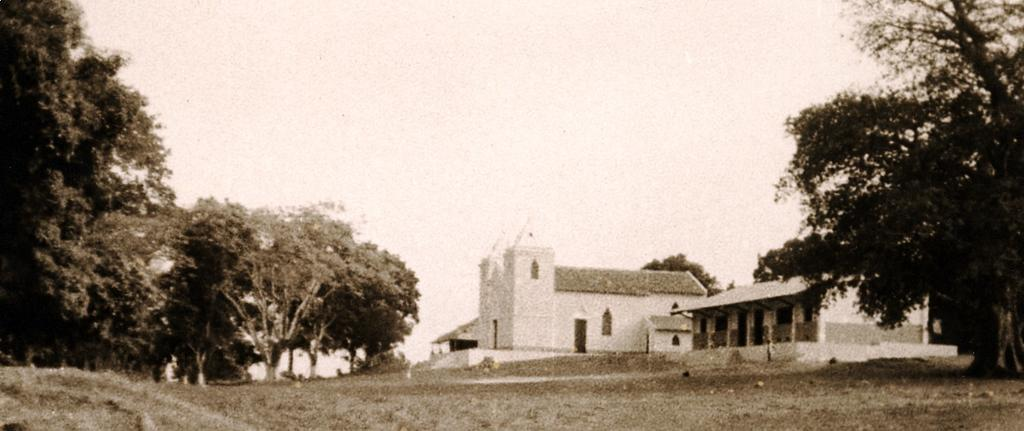
Igreja de Geba.

Gã-Mamudo, ou Gamamundo, é uma vila e um  sector de Guiné Bissau, situado à região de Bafatá. Tem uma superfície de 903 quilômetros quadrados. Em 2008 contava com uma população de 26.160 habitantes.